# Sannomiya (métro municipal de Kobe)
Sannomiya (三宮駅, Sannomiya-eki) est une station de la ligne Seishin-Yamate du métro municipal de Kobe. Elle est située dans l'arrondissement Chūō-ku de Kobe, dans la préfecture de Hyōgo au Japon.
Mise en service en 1985, elle est desservie par les rames de la ligne Seishin-Yamate. Elle est incluse dans le centre multimodal intitulé Gare de Kobe-Sannomiya, ce qui permet de nombreuses correspondances.

## Situation sur le réseau

Plan du métro.

Établie en souterrain, Sannomiya est une station de passage de la ligne Seishin-Yamate (verte) du métro municipal de Kobe. Elle est située entre la station Shin-Kōbe, terminus est, et la station Kenchomae, en direction du terminus ouest Seishin-chūō.
Elle dispose de deux quais latéraux situés l'un au-dessus de l'autre.

## Histoire
La station Sannomiya est mise en service le 18 juin 1985, lorsque le Bureau des transports municipaux de Kobe ouvre à l'exploitation le prolongement nord de la ligne Seishin-Yamate, de Ōkurayama à Shin-Kobe.

## Services aux voyageurs

### Accès et accueil
La station dispose de sept accès dont un équipé également d'escaliers mécaniques qui permettent d'accéder au niveau -1, ou des escaliers mécaniques permettent de rejoindre le quai du niveau -2 ou des escaliers mécaniques permettent de rejoindre le quai du niveau -3. Pour l'accessibilité des personnes à la mobilité réduite quatre accès par ascenseur rejoigne le niveau -1 ou des circuits sans marches permettent d'accéder à deux ascenseurs qui permettent de rejoindre le quai -2 et le quai -3.

Installations
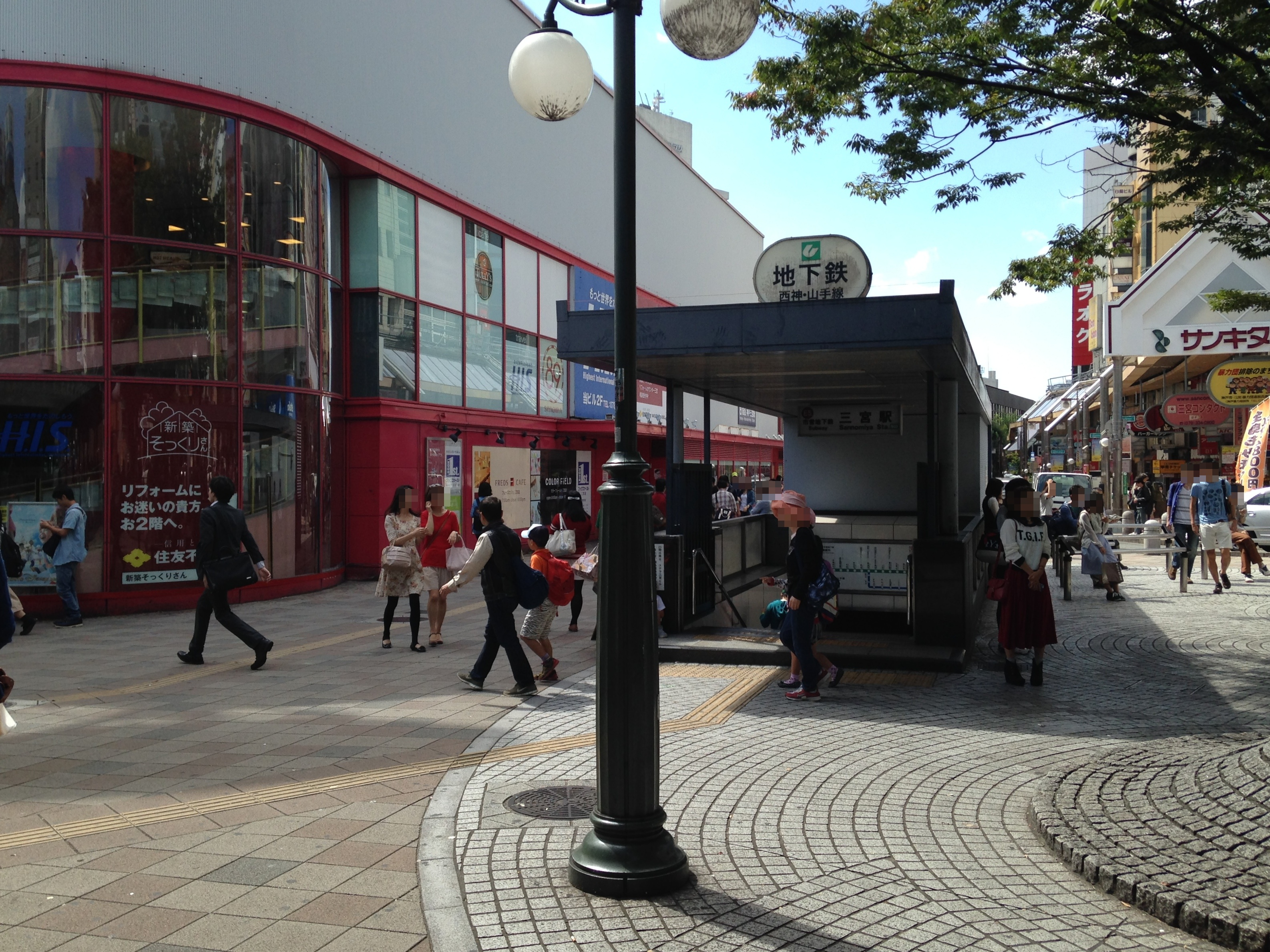
2015
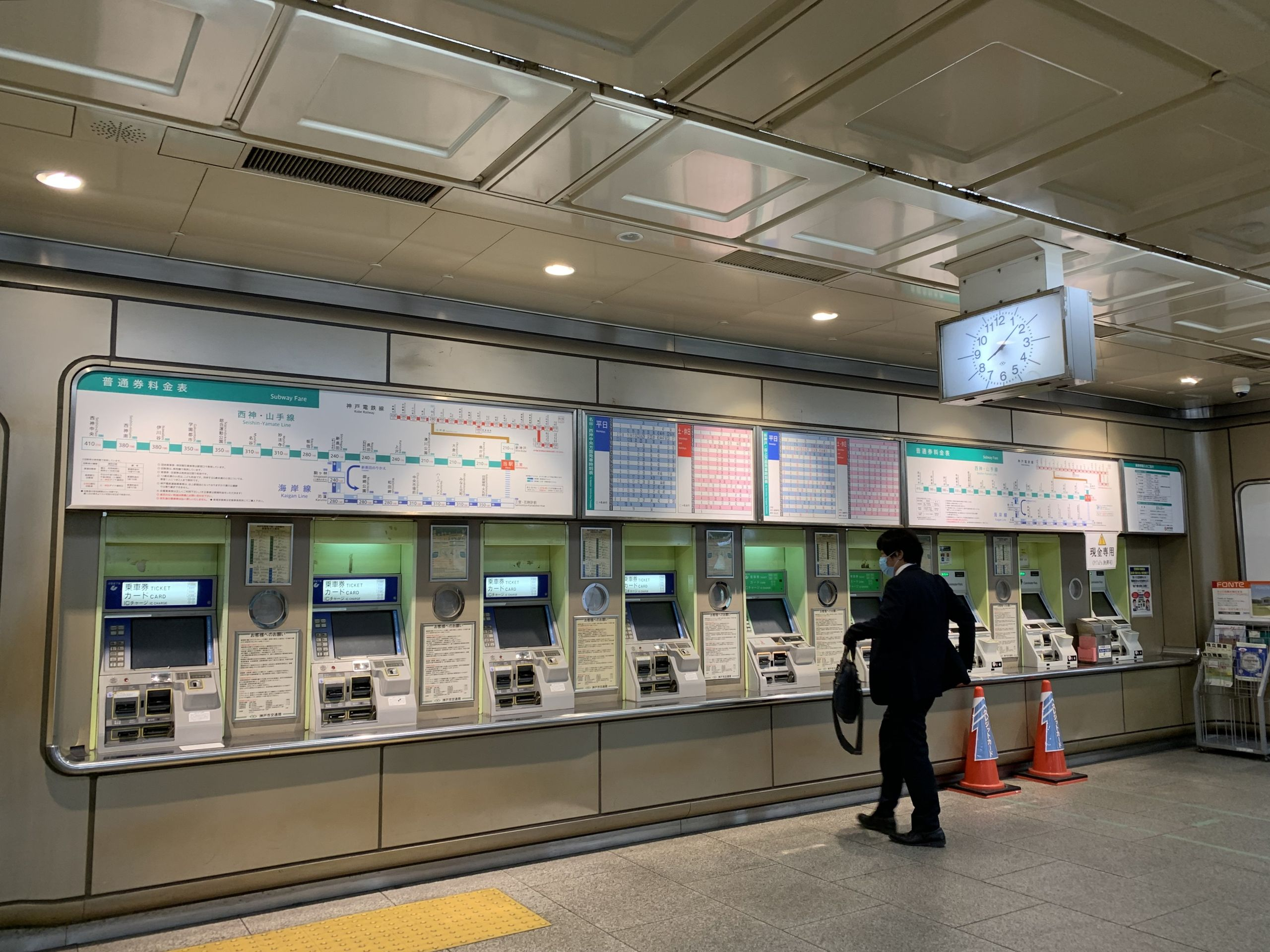
2020.
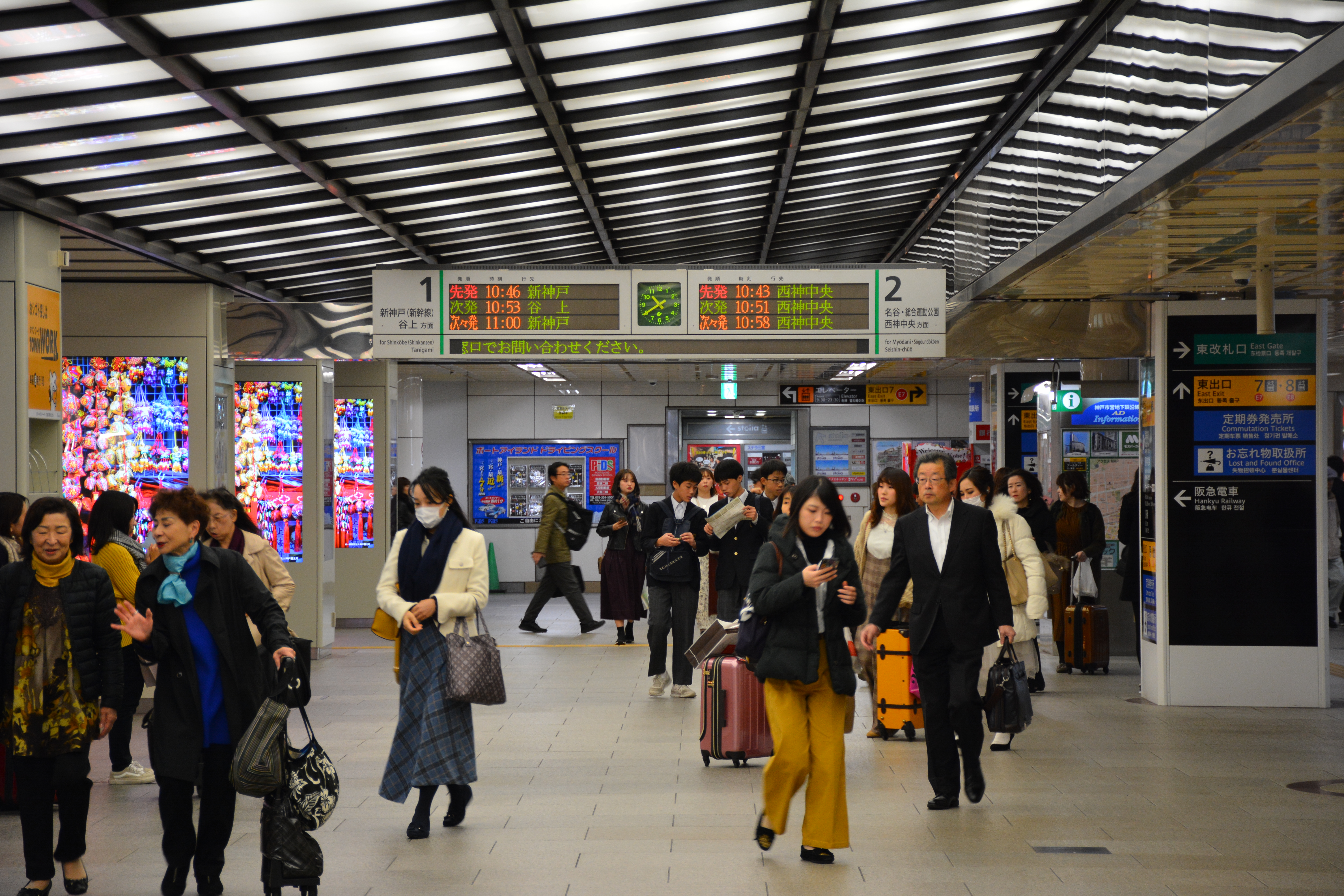
2019.

### Desserte
Sannomiya est desservie par les rames de la ligne Seishin-Yamate.
| N° de voie | Ligne          | Direction             |
| ---------- | -------------- | --------------------- |
| 1          | Seishin-Yamate | Shin-Kobe・Tanigami   |
| 2          | Seishin-Yamate | Myōdani・Seishin-chūō |

Installations
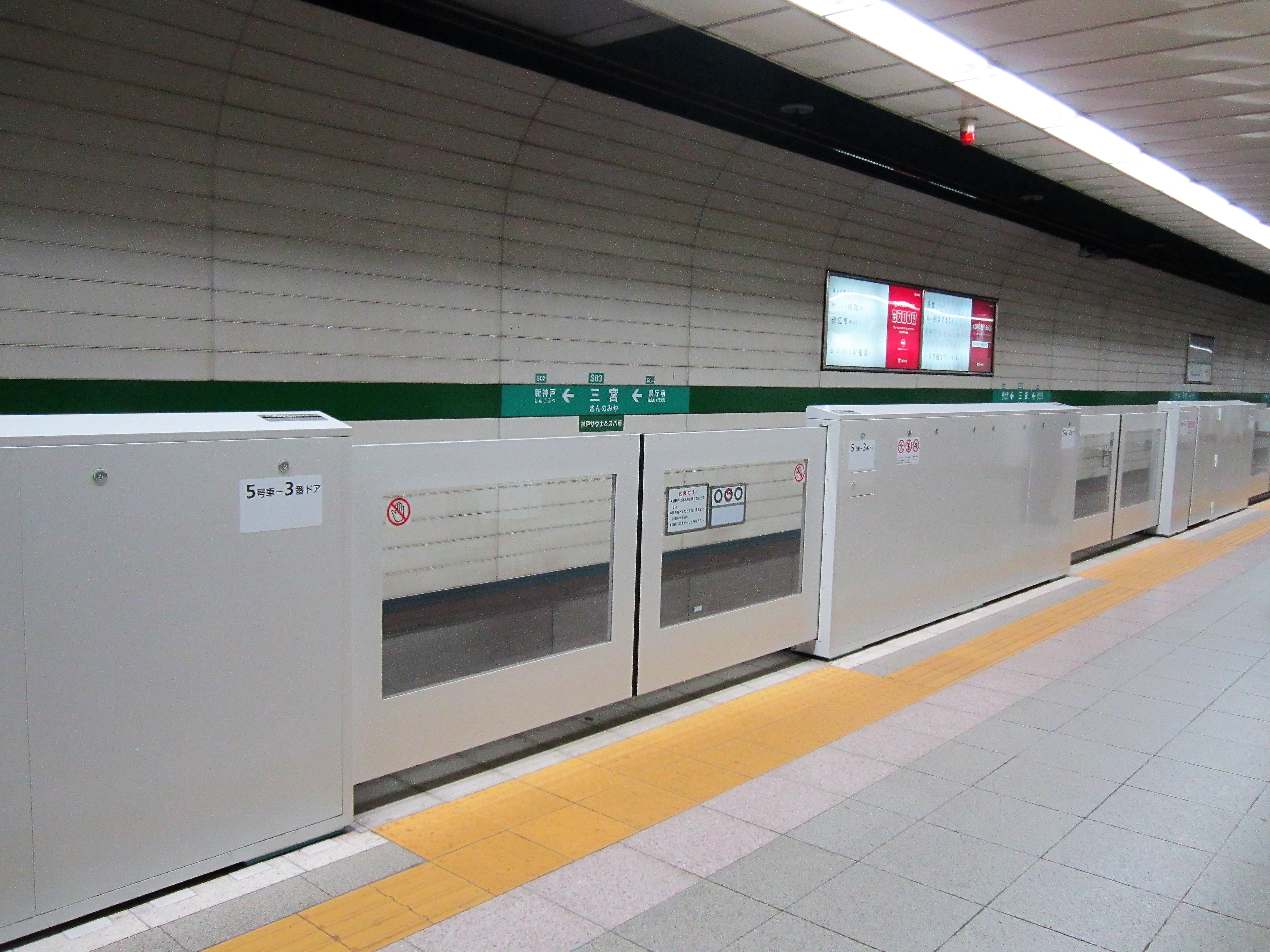
2019.
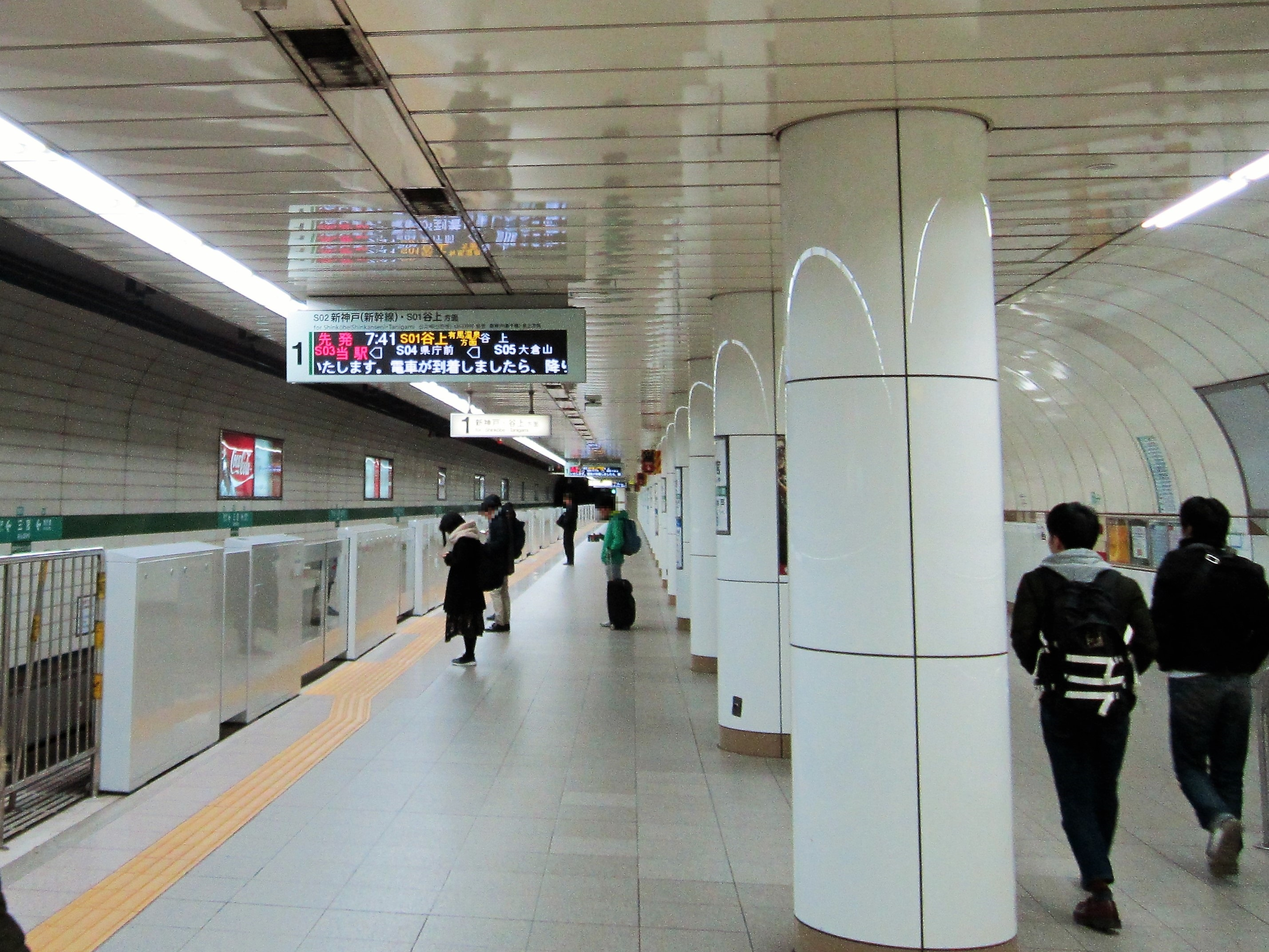
2019.
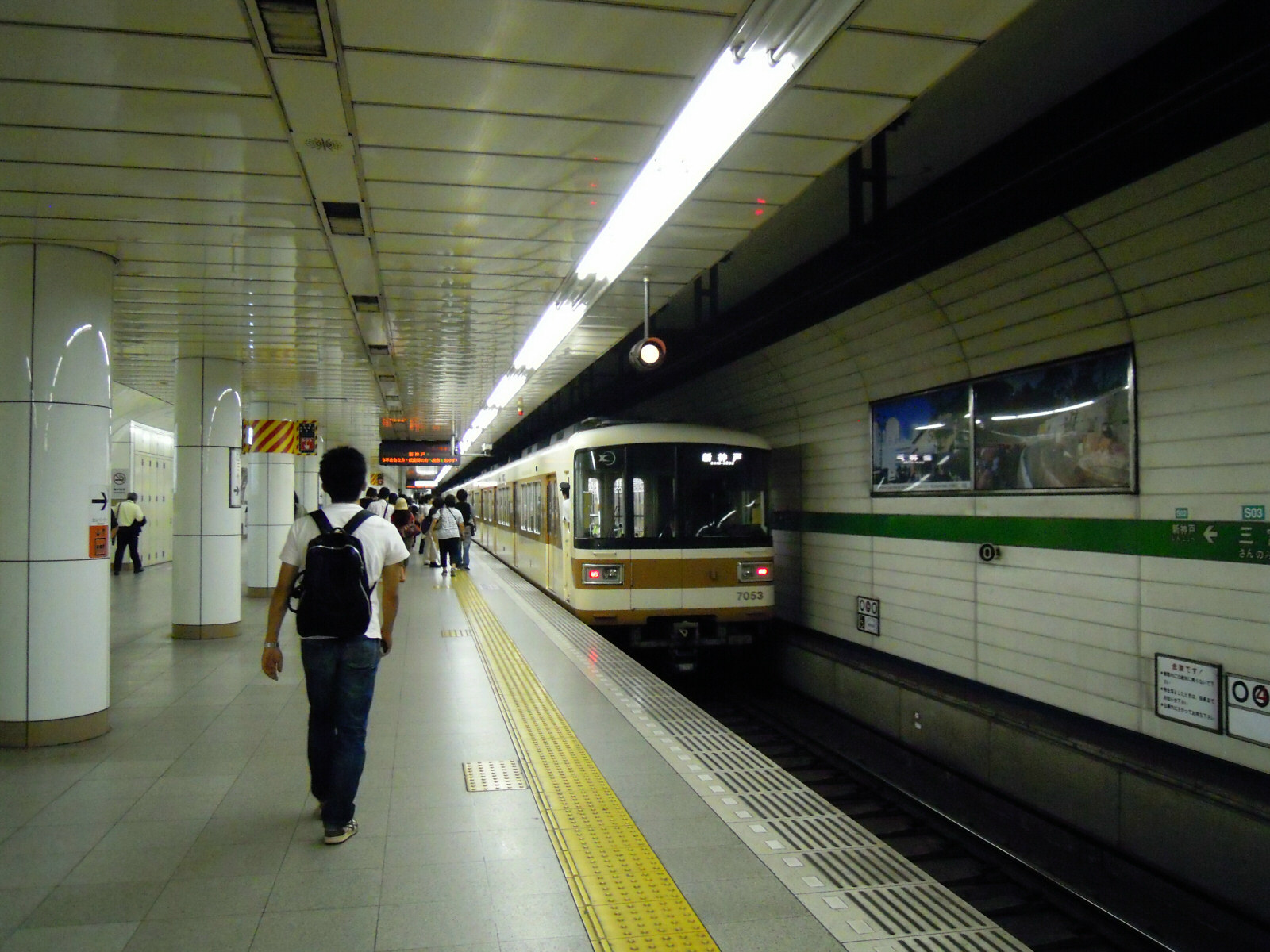
2011.

### Intermodalité

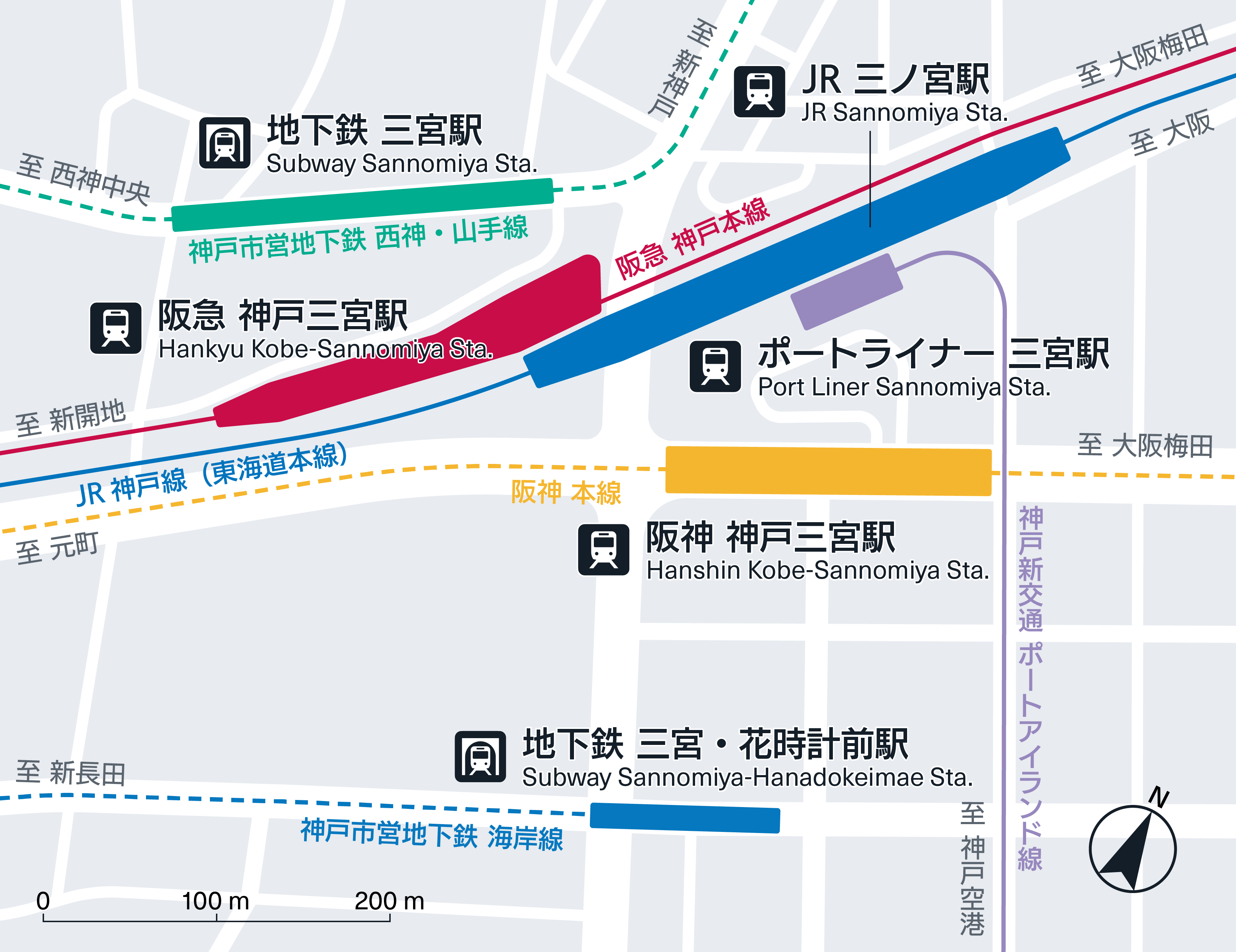
Emplacement des correspondances ferroviaires

Intégré dans le concept multimodale gare de Kobe-Sannomiya, qui facilite les correspondances, notamment par des circulations piétonnes et des billets en continuité avec : la  gare Kobe-Sannomiya Hankyu, la gare Kobe-Sannomiya Hanshin, la gare de Sannomiya de la JR West la station terminus Sannomiya du métro automatique Port Liner.
Elle est également en correspondance avec la station Sannomiya-Hanadokeimae de la ligne Kaigan du métro municipal de Kobe qui ne fait pas partie de l'ensemble multimodale du fait qu'elle est à environ 400 mètres au sud.